# Palm Desert
Palm Desert är en stad i Riverside County i södra Kalifornien i USA. Den ligger 18 km öster om Palm Springs i Coachelladalen. Staden hade 2015 en befolkning på 49 280 personer.
Området var från början känt som Old MacDonald Ranch, och senare som Palm Village på 1920-talet då många dadelpalmer planterades. Den första bebyggelsen kom 1943 i anslutning till en av arméns underhållsförläggningar. Det området utvecklades senare till att bli El Paseo, ett exklusivt shoppingområde som påminner om den mer berömda Rodeo Drive. 1948 började Palm Desert Corporation att bygga fastigheter i området och 1951 fick området sitt nuvarande namn. 
I Palm Desert finns ett stort antal countryklubbar som till exempel Palm Desert Greens dit personer över 55 år, många från Los Angelesområdet, har flyttat efter sin pensionering. 
Ett viktigt turistmål är the Living Desert Zoo and Gardens, en kombinerad djurpark och botanisk trädgård.

## Klimat
Palm Desert är den i genomsnitt hetaste staden i Kalifornien. Under Sommaren kan temperaturer nå 45°C och även nätterna kan vara varma med temperaturer mellan 23 och 27°C. Vintrarna är svalare men fortfarande varma med dagstemperaturer mellan 20 och 25°C och nätter med temperaturer mellan 5 och 10°C.
Normala temperaturer och nederbörd i Palm Desert:
|                                            | Jan | Feb | Mar | Apr | Maj | Jun | Jul | Aug | Sep | Okt | Nov | Dec |
| ------------------------------------------ | --- | --- | --- | --- | --- | --- | --- | --- | --- | --- | --- | --- |
| Normaldygnets maximitemperaturs medelvärde | 22  | 24  | 27  | 31  | 36  | 40  | 41  | 41  | 40  | 33  | 27  | 22  |
| Normaldygnets minimitemperaturs medelvärde | 7   | 9   | 13  | 16  | 20  | 23  | 27  | 27  | 23  | 19  | 13  | 8   |
|                                            |     |     |     |     |     |     |     |     |     |     |     |     |
| Nederbörd                                  | 14  | 17  | 11  | 1   | 2   | 0   | 1   | 13  | 1   | 7   | 5   | 16  |

| Diagram | temperaturer i °C • månadsnederbörd i mm | temperaturer i °C • månadsnederbörd i mm | temperaturer i °C • månadsnederbörd i mm | temperaturer i °C • månadsnederbörd i mm | temperaturer i °C • månadsnederbörd i mm | temperaturer i °C • månadsnederbörd i mm | temperaturer i °C • månadsnederbörd i mm | temperaturer i °C • månadsnederbörd i mm | temperaturer i °C • månadsnederbörd i mm | temperaturer i °C • månadsnederbörd i mm | temperaturer i °C • månadsnederbörd i mm | temperaturer i °C • månadsnederbörd i mm |
|         | 14 22 7                                  | 17 24 9                                  | 11 27 13                                 | 1 31 16                                  | 2 36 20                                  | 0 40 23                                  | 1 41 27                                  | 13 41 27                                 | 1 40 23                                  | 7 33 19                                  | 5 27 13                                  | 16 22 8                                  |